# Athanasia capitata
Athanasia capitata là một loài thực vật có hoa trong họ Cúc. Loài này được (L.) L. mô tả khoa học đầu tiên năm 1763.